# 7850 Buenos Aires
7850 Buenos Aires este un asteroid din centura principală de asteroizi.

## Descriere
7850 Buenos Aires este un asteroid din centura principală de asteroizi. A fost descoperit pe 10 iunie 1996 la Mount Hopkins de Macri, L.. El prezintă o orbită caracterizată de o semiaxă mare de 2,42 ua, o excentricitate de 0,11 și o înclinație de 7,2° în raport cu ecliptica.